# Pedilophorus carissimus
Pedilophorus carissimus is een keversoort uit de familie pilkevers (Byrrhidae). De wetenschappelijke naam van de soort is voor het eerst geldig gepubliceerd in 1907 door Lea.